# هيتوشي موريشيتا
هيتوشي موريشيتا (باليابانية: 森下 仁志) (21 سبتمبر 1972 في كاينان في اليابان – )؛ هو لاعب كرة قدم ياباني سابق كان يلعب كلاعب وسط.

## وصلات خارجية
- هيتوشي موريشيتا على موقع رابطة كرة القدم اليابانية للمحترفين (اليابانية)
- هيتوشي موريشيتا على موقع قاعدة بيانات كرة القدم.إي يو (الإنجليزية)
- هيتوشي موريشيتا على موقع Soccerway.com (الإنجليزية)
- هيتوشي موريشيتا على موقع عالم كرة القدم.نت (الإنجليزية)